# Oddantonio da Montefeltro
Oddantonio da Montefeltro (* 1426; † 22. Juli 1444) wurde nach dem Tod seines Vaters Guidantonio da Montefeltro im Jahre 1443 „Signore d’Urbino“ und vom Papst zum Herzog von Urbino ernannt. Oddantonio war der jüngere Halbbruder des unehelich geborenen Federico da Montefeltro, eines der bedeutendsten Condottiere der Renaissance. Er gehörte dem Hause Montefeltro an.

## Leben
Zum Verhältnis Oddantonios zu seinem Halbbruder Federico ist nicht viel bekannt. Es liegt der Verdacht nahe, dass die Abneigung von Oddantonios Mutter Catarina gegenüber dem unehelich geborenen Federico auch das Verhältnis der Halbbrüder getrübt hat. Die testamentarische Regelung von Guidantonio ist unklar. Möglich ist, dass er die Vorstellung einer Arbeitsteilung zwischen den beiden Halbbrüdern erwogen hat. Federico konnte jedenfalls seine Machtposition gegenüber seinem Halbbruder stets ausbauen, ohne dass er selbst in Urbino längere Zeit anwesend sein musste. Die eigentliche Macht des montefeltrinischen Staates lag ohnehin nicht in ihren Besitztümern in den Bergen der Marken begründet. Vielmehr spricht vieles dafür, dass sich die finanziellen Einkünfte des Staates aus dem Einsatz der Söldner in den großen italienischen Auseinandersetzungen dieser Zeit ergaben. Federico verdingte sich dabei als Söldnerführer und war bei seinen Unternehmungen höchst erfolgreich. Die Hofhaltung Oddantonios war somit in einer besonderen Weise von Federico abhängig. Die faktische Zweiteilung der Thronfolge hat nur ein Jahr gehalten.
Oddantonio wurde auch in der neueren Literatur bisweilen als „egoistisch, brutal, verschwenderisch“ dargestellt. Ob dies tatsächlich Attribute sind, die ihm gerecht werden, soll dahingestellt bleiben. Denn sicherlich hat der spätere Glanz Federicos den von ihm missachteten Oddantonio in den Schatten gestellt.

## Ermordung Oddantonios

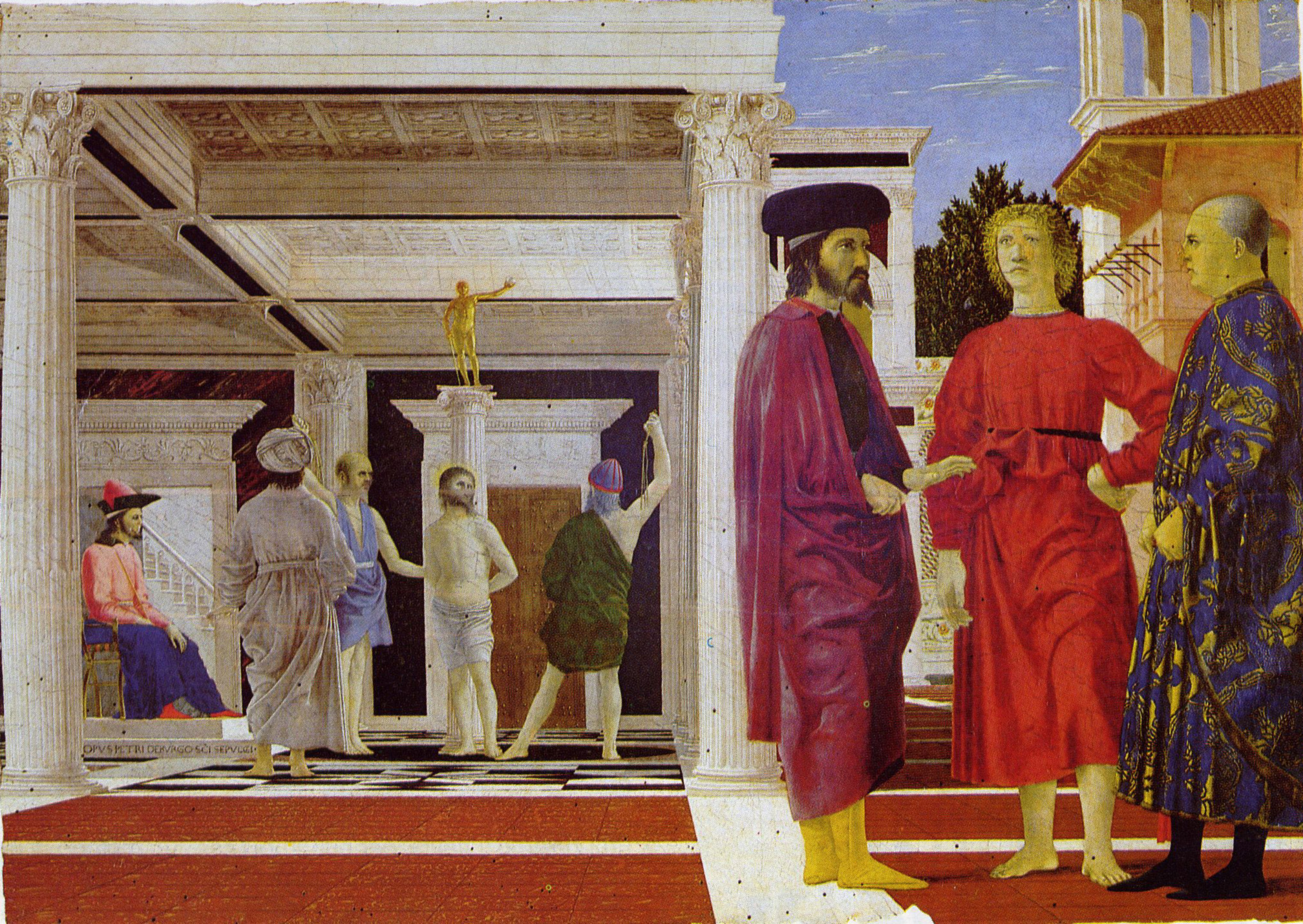
Piero della Francesca: Geißelung Christi. Nach einer in der Kunst- und Geschichtswissenschaft umstrittenen Theses soll der in Rot gekleidete Mann im Vordergrund der ermordete Oddantonio sein.

Am 22. Juli 1444 wurde Oddantonio zusammen mit seinen Leibdienern Manfredo de’ Pii und Tomaso da Rimini ermordet. Während der Ereignisse in Urbino hielt sich Federico in Pesaro auf, wo er die Stadt vor den Truppen Malatestas schützen wollte. Viel lässt sich über die Hintergründe der Tat vermuten. Auffällig ist, dass es zu keiner Zeit zuvor Berichte über Unmut der Bürger von Urbino gegeben hatte. Sie treten erst mit der Regentschaft Oddantonios auf. Zwei Hauptgründe der Unzufriedenheit mit Oddantonio werden in den Quellen und in der Literatur genannt:
Zum einen soll Oddantonio ein ausschweifendes Leben geführt haben. Es wird von rauschenden Festen berichtet, die über 15 Tage gedauert haben und auf denen bis zu 2000 Ochsen verspeist worden sein sollen. Gleichzeitig habe Oddantonio mit seinen sechzehn Jahren den Frauen Urbinos nachgestellt. Den Bürgern von Urbino sollen hohe Steuern abverlangt worden sein. Ferner habe er die Nähe zu den Erzfeinden der Montefeltro, den Malatesta, gesucht. Mehrfach wird der Eindruck der völligen Abhängigkeit des Regenten von den Erzfeinden bei den Biografen beschrieben.
Für die These, dass Federico die Mordtat geplant habe, spricht die später von ihm veranlasste Amnestie der Täter und nicht zuletzt sein Persönlichkeitsbild, welches von dem Image eines zupackenden Soldaten und dem starken Gefühl der moralischen Überlegenheit über Oddantonio geprägt war. Auch sind neuere Erkenntnisse, dass Federico die Mordtaten der Pazzi-Verschwörung mitgeplant habe, ein Beleg für die Skrupellosigkeit des Renaissance-Fürsten.
Fest steht, dass Oddantonio von Anfang an auf eine Konfrontation mit seinem Halbbruder zusteuern musste und seine eigene Stellung ohne Hilfe von außen schwach war.